# 哈爾奈南鰍
哈爾奈南鰍（學名：Schistura harnaiensis）為輻鰭魚綱鯉形目條鰍科南鰍屬的其中一種。被IUCN列為瀕危保育類動物，分布於亞洲巴基斯坦卡曼貝吉河流域，體長可達4.5公分，棲息河川底層水域，生活習性不明。

## 扩展阅读
維基物種上的相關：哈爾奈南鰍